# Ana Sacerdote
Ana Sacerdote (Roma, 25 de septiembre de 1925) fue una artista abstracta argentina de origen italiano.

## Primeros años
Sacerdote nació en una familia judía de clase media acomodada.
Tenía un hermano cinco años mayor. Su padre era un ingeniero turinés, tocaba el piano y era un amante de la matemática, y engendró en Anna el amor por la matemática y la geometría, lo que influiría después en su arte. Un hermano de su padre era pintor naturalista, y el otro, abogado, y buen dibujante. En su infancia, la familia se mudó desde Roma a Alessandría (donde había nacido su madre Stella Vitale, a una hora en tren de Turín). Solían veranear en una casa de campo en Valmadonna.
Alrededor de 1935, Ana empezó a tomar clases de dibujo con un maestro privado. En febrero de 1938 viajó con su familia a Bardonecchia, donde aprendió a esquiar (en su juventud lo haría en Bariloche). En junio de 1938 ―poco antes de cumplir los 13 años de edad― celebró su ceremonia de bat mitzvah. En septiembre de 1938, Benito Mussolini promulgó en Italia el Manifesto della Razza, leyes raciales que, por ejemplo, prohibían a los judíos enseñar o estudiar en una escuela. A causa de ello Ana empezó a estudiar estenografía en su casa. También se prohibía que en las casas de judíos hubiera empleados domésticos.
En 1940 ―apenas comenzada la Segunda Guerra Mundial (1939-1945)― el creciente antisemitismo en ese país obligó a sus padres a emigrar a Buenos Aires (Argentina), a bordo del buque Oceanía donde Anna ―de 14 años de edad― se convirtió en Ana.
Estudió en la Escuela Secundaria de Bellas Artes Manuel Belgrano, en el barrio de Barracas
Aprendió dibujo con el maestro Lino Enea Spilimbergo (1896-1964) en la Escuela Nacional de Bellas Artes Prilidiano Pueyrredón.
En 1949, mientras cantaba en el coro de la Sociedad Hebraica, bajo la dirección del jovencísimo compositor modernista Mauricio Kagel (1931-2008), un día él llevó a un ensayo un ejemplar de la revista Art d’Aujourd’hui (‘arte de hoy’), que despertó en Sacerdote el interés por el arte abstracto.
Era una joven culturalmente inquieta con intereses centrados en la música, el diseño de ropa ―con la venta del diseño de seis corbatas pagó un viaje a Bariloche a varios amigos para practicar esquí y montañismo― y el deporte ―jugaba tenis y participaba en regatas―.
Continuó sus estudios de manera privada con Héctor Cartier. Este maestro introdujo a Sacerdote ―junto con Julio Le Parc, Alejandro Puente y César Paternosto― al estudio de la Gestalt.

## Carrera profesional
Por un breve tiempo su interés se volcó a la escultura; realizó y expuso varias cabezas en cemento.
En 1954, una Cabeza del niño obtuvo un 3.º premio en el XXXI Salón de MEEBA.
En ese año se sintió atraída por un grupo de artistas ―jóvenes artistas como ella― que hacían exposiciones colectivas de pintura abstracta.
Ella firmó su propia obra abstracta por primera vez en 1955, y la presentó en una primera exhibición colectiva ―organizada por Aldo Pellegrini― con Carmelo Arden Quin (1913-2010), Martín Blaszko (1920-2011), Luis Tomasello (1915-), Gregorio Vardánega, Virgilio Villalba y otros en la Asociación Arte Nuevo, en Buenos Aires.
Crearon un boletín artístico, llamado Arte Nuevo, que Sacerdote ayudó a editar, y donde publicó un ensayo: «Acerca de un hipotético tratado de armonía de la pintura», donde expuso sus ideas acerca de la aplicación de las reglas de la composición musical (líneas melódicas, patrones rítmicos, armado de acordes armónicos) en la composición de pintura abstracta. Esa idea, inspirada en Paul Klee, Vasili Kandinsky y en el serialismo de Arnold Schönberg, fue un tema central en toda su obra.
Sacerdote buscó ―como y Vasili Kandinsky― la convergencia entre la música y la pintura.
En 1956 ―por recomendación de Jorge Romero Brest y Pablo Curatella Manes (a quien había conocido a través de Martín Blaszko, su amigo de toda la vida)― ganó una beca de pintura del Gobierno francés para vivir y estudiar en París. Vivió en el pabellón argentino de la Ciudad Universitaria, donde había un taller a disposición de los estudiantes. Visitó galerías y a innumerables artistas ―entre ellos el escultor y arquitecto André Bloc (1896-1966) y el artista húngaro Víctor Vasarelý (1906-1997), considerado el padre del op art― en sus atelieres.
En 1957 se casó en Estrasburgo (Alemania) con Paul Guthmann, ejecutivo de una multinacional.
Con él, la pintora viajó por todo el mundo, sin residencia fija. Por eso no desarrolló una carrera en un punto establecido (y por eso lo tardío del estudio de su obra).
En 1958 nació su primera hija, Monique Guthmann.
En 1959 participó en la 1.ª Bienal de Jóvenes Artistas, en París.
Entre 1960 y 1966 vivió en Río de Janeiro y Sao Paulo (Brasil). Allí expuso en varios salones.
En 1961 nació su segunda hija, Gisele Guthmann.
La artista continuó pintando a través de los años sesenta, cuando empezó a interesarse en el video arte.
En São Paulo se le ocurrió la idea de pasar de los cuadros ―pintura estática― a películas ―animaciones―: una serie de colores que se transformaban en el tiempo. Ese fue un primerísimo intento de animación del color.
En 1965 creó un esbozo ―a mano― de película animada basada en sus pinturas geométricas, que presentó en la exposición de dibujo animado I Festival Internacional do Cinema de Animação no Brasil, que se realizaba en el marco de la Octava Bienal de São Paulo.
Este proyecto la persiguió durante años: buscaba la manera de poder ejecutarlo con ordenadores (el esbozo había sido hecho a mano).
En 1968 volvió definitivamente a Buenos Aires.
A partir del año 1974 estudió computación y se interesó por los progresos que se realizaban en los ordenadores: aparecieron los primeros programas de dibujos generados por computadora.
A principios de los años setenta, experimentó con dibujos generados por computadora y continuó creando videoarte.
En los años setenta y al principio del ochenta estaban en boga los lenguajes Cobol, Fortran IV Logo y Pascal para usar con las computadoras. Sacerdote aprendió el lenguaje Fortran ―al que consideraba excelente por sus posibilidades matemático-geométricas que le permitían programar dibujos lineales― y lo utilizó hasta 1996 en la Escuela Técnica Ort.
Entre 1974 y 1982 utilizó la gran computadora IBM 1130, provista de una impresora plotter Calcomp, a la que le permitían acceder en la sede del INTI (Instituto Nacional de Tecnología Industrial).
En 1984 compró una computadora Apple II Europlus, que le permitía hacer dibujos con una impresora plotter programada con lenguaje Fortran.
En 1996 el Fortran se había vuelto un lenguaje prehistórico, y la Apple ya no le funcionaba bien, por lo tanto decidió reemplazarla por una PC, donde el software gráfico era provisto por especialistas.
Empezó a trabajar con el sistema operativo Windows, haciendo dibujos con los programas Corel-Draw y Photo-Paint, hasta que apareció el Macromedia Flash.
Realizó varias exposiciones individuales de dibujos por computadora:
- 1979: Galería Lagard.
- 1984: Galería Arthea.
- 2000: Alianza Francesa[11]
- 2000: Centro Fortabat.

También se ha dedicado a la fotografía:
- 2010: exposición de 9 obras fotográficas en Pinta Art Show (Londres).
- 2010: adquisición y exhibición de dos obras fotográficas por la Collection of Latin American Art, de la University of Essex.

En febrero de 2012, Ana Sacerdote ―«sutil colorista, ligada a la musicalidad de Paul Klee y Vasili Kandinsky, colorista sublime como Giorgio Morandi y Mark Rothko― expuso y vendió obras en la feria ARCO, en Madrid, con 215 galerías y 3000 artistas de 29 países, la mayor cita del arte contemporáneo en España.
En 2012, en la galería Jorge Mara - La Ruche, realizó una exposición de obras que produjo en los años cincuenta.
Para esa ocasión, Mara publicó el libro Ana Sacerdote, de 100 páginas, con reproducciones de sus obras, prólogo de José Emilio Burucúa y una cronología escrita por David Weseley.
Actualmente vive en Buenos Aires.

## Publicaciones
- 1956: «Acerca de un hipotético tratado de armonía de la pintura», en revista Arte Nuevo. Buenos Aires, 1956.
- 1972: «Kinetic art: animation of color for cinema film» (‘el arte cinético: animación del color para el cine’), en Leonardo, 5 (3): págs. 239-241. Oxford y Nueva York: Pergamon Press, 1972.
- 1979: «A study of the variations of types of computer drawings obtainable by small program changes» (‘estudio de diferentes tipos de dibujos por computadora realizables con pequeños cambios de programa’), en Leonardo, 12 (1): págs. 37-40. Oxford, Nueva York: Pergamon Press, 1979. ISSN 0024-094X.
- 1989: Notas para una programación creativa con graficador. Buenos Aires: Manrique Zago, 1989.
- 2002-2004: Cuentos. Buenos: Editorial de los Cuatro Vientos, 2004.